# Белоярский сельсовет (Далматовский район)
Белоя́рский сельсове́т — муниципальное образование со статусом сельского поселения в Далматовском районе Курганской области Российской Федерации.
Административный центр — село Белоярка 1-я.

## История
В соответствии с Законом Курганской области от 6 июля 2004 года № 419 сельсовет наделён статусом сельского поселения.

## Население
| 1989 | 2002  | 2010 | 2012 | 2013 | 2014 | 2015 |
| ---- | ----- | ---- | ---- | ---- | ---- | ---- |
| 1087 | ↗1163 | ↘965 | ↘933 | ↘900 | ↘897 | ↘880 |
| 2016 | 2017  | 2018 | 2019 | 2020 |      |      |
| ↗888 | ↘868  | →868 | ↘816 | ↘794 |      |      |

## Состав сельского поселения
| № | Населённый пункт | Тип населённого пункта       | Население |
| - | ---------------- | ---------------------------- | --------- |
| 1 | Бараба           | деревня                      | ↘190      |
| 2 | Белоярка 1-я     | село, административный центр | ↘309      |
| 3 | Ольховка         | деревня                      | ↘106      |
| 4 | Павелево         | деревня                      | ↘360      |